# Arminianismus
Arminianismus (příp. arminiánství) je teologický směr zdůrazňující v soteriologii lidskou svobodu a zodpovědnost, který vznikl v řadách nizozemských umírněných kalvinistů na základě myšlenek Jakuba Arminia (Hermandszoona) na přelomu 16. a 17. století. Arminius vystoupil proti kalvinistickým názorům o předurčení. Zdůrazňoval, že spasení je darem, že ho Bůh nabízí každému a že záleží na postoji člověka, zda ho přijme a získá věčný život. Tak člověk obdarovaný svobodnou vůlí rozhoduje o svém osudu i věčnosti. Ortodoxní kalvinistické názory zastávali proti arminiánům gomaristé (podle Francisca Gomara).
Vzniklá polemika se vyostřila ještě více po Arminianově smrti v roce 1609, kdy povstala řada arminiánů. Vystoupili s protesty a žádali uznání pravdivosti svých názorů, které zformulovali do pěti bodů Remonstrace, v nichž zdůrazňovali lidskou svobodu:
1. Lidé nemohou sami ze sebe udělat nic dobrého.
2. Před založením světa se Bůh rozhodl zachránit každého, kdo se svobodně rozhodne uvěřit v Ježíše Krista.
3. Ježíš zemřel za každého, ale Jeho smrt zachrání jen věřící.
4. Lidé mohou odmítnout Boží úmysl je zachránit.
5. Písmo jasně neříká, zda může křesťan spasení ztratit.

Podle Remonstrace (ve středověké latině remonstratio = odmítnutí, protest) jsou arminiáni označováni též jako remonstranti (remonstrantes = odmítající). Jejich učení bylo odmítnuto synodem v Dordrechtu (1618–1619). Významným představitelem arminianismu byl právník Hugo Grotius a Johan van Oldenbarnevelt.